# 46-й меридіан східної довготи
46-й меридіан східної довготи — лінія довготи, що лежить на 46 градусів східніше Гринвіцького меридіана. Вона проходить від Північного полюса через Північний Льодовитий океан, Європу, Азію, Африку, Індійський океан, Південний океан та Антарктиду до Південного полюса.
46-й меридіан східної довготи формує велике коло разом із 134-тим меридіаном західної довготи.

## Список географічних об'єктів, що перетинає 46° сх. д.
Починаючи на Північному полюсі та рухаючись до Південного полюса, 46-й меридіан східної довготи проходить через:
| Координати                                                 | Країна, територія або море | Примітки                                                                  |
| ---------------------------------------------------------- | -------------------------- | ------------------------------------------------------------------------- |
| 90°0′ пн. ш. 46°0′ сх. д. / 90.000° пн. ш. 46.000° сх. д.  | Північний Льодовитий океан |                                                                           |
| 80°39′ пн. ш. 46°0′ сх. д. / 80.650° пн. ш. 46.000° сх. д. | Росія                      | Земля Франца-Йосифа — проходить через Землю Олександри                    |
| 80°33′ пн. ш. 46°0′ сх. д. / 80.550° пн. ш. 46.000° сх. д. | Баренцове море             |                                                                           |
| 68°21′ пн. ш. 46°0′ сх. д. / 68.350° пн. ш. 46.000° сх. д. | Росія                      | Проходить через півострів Канін                                           |
| 67°47′ пн. ш. 46°0′ сх. д. / 67.783° пн. ш. 46.000° сх. д. | Баренцове море             | Чоська губа                                                               |
| 66°51′ пн. ш. 46°0′ сх. д. / 66.850° пн. ш. 46.000° сх. д. | Росія                      | Проходить через Саратов                                                   |
| 42°2′ пн. ш. 46°0′ сх. д. / 42.033° пн. ш. 46.000° сх. д.  | Грузія                     |                                                                           |
| 41°11′ пн. ш. 46°0′ сх. д. / 41.183° пн. ш. 46.000° сх. д. | Азербайджан                |                                                                           |
| 39°46′ пн. ш. 46°0′ сх. д. / 39.767° пн. ш. 46.000° сх. д. | Вірменія                   |                                                                           |
| 39°12′ пн. ш. 46°0′ сх. д. / 39.200° пн. ш. 46.000° сх. д. | Азербайджан                | Проходить через ексклав Нахічевань                                        |
| 38°52′ пн. ш. 46°0′ сх. д. / 38.867° пн. ш. 46.000° сх. д. | Іран                       |                                                                           |
| 35°50′ пн. ш. 46°0′ сх. д. / 35.833° пн. ш. 46.000° сх. д. | Ірак                       |                                                                           |
| 35°34′ пн. ш. 46°0′ сх. д. / 35.567° пн. ш. 46.000° сх. д. | Іран                       | Приблизно на 3 км                                                         |
| 35°33′ пн. ш. 46°0′ сх. д. / 35.550° пн. ш. 46.000° сх. д. | Ірак                       | Приблизно на 4 км                                                         |
| 35°31′ пн. ш. 46°0′ сх. д. / 35.517° пн. ш. 46.000° сх. д. | Іран                       | Приблизно на 3 км                                                         |
| 35°29′ пн. ш. 46°0′ сх. д. / 35.483° пн. ш. 46.000° сх. д. | Ірак                       |                                                                           |
| 35°4′ пн. ш. 46°0′ сх. д. / 35.067° пн. ш. 46.000° сх. д.  | Іран                       |                                                                           |
| 33°29′ пн. ш. 46°0′ сх. д. / 33.483° пн. ш. 46.000° сх. д. | Ірак                       |                                                                           |
| 29°6′ пн. ш. 46°0′ сх. д. / 29.100° пн. ш. 46.000° сх. д.  | Саудівська Аравія          |                                                                           |
| 17°14′ пн. ш. 46°0′ сх. д. / 17.233° пн. ш. 46.000° сх. д. | Ємен                       |                                                                           |
| 13°25′ пн. ш. 46°0′ сх. д. / 13.417° пн. ш. 46.000° сх. д. | Індійський океан           | Аденська затока                                                           |
| 10°47′ пн. ш. 46°0′ сх. д. / 10.783° пн. ш. 46.000° сх. д. | Сомалі                     | Проходить через Сомаліленд                                                |
| 8°20′ пн. ш. 46°0′ сх. д. / 8.333° пн. ш. 46.000° сх. д.   | Ефіопія                    |                                                                           |
| 5°58′ пн. ш. 46°0′ сх. д. / 5.967° пн. ш. 46.000° сх. д.   | Сомалі                     |                                                                           |
| 2°25′ пн. ш. 46°0′ сх. д. / 2.417° пн. ш. 46.000° сх. д.   | Індійський океан           | Проходить західніше атола Альдабра, Сейшельські Острови                   |
| 15°51′ пд. ш. 46°0′ сх. д. / 15.850° пд. ш. 46.000° сх. д. | Мадагаскар                 | Проходить через острів Мадагаскар                                         |
| 25°18′ пд. ш. 46°0′ сх. д. / 25.300° пд. ш. 46.000° сх. д. | Індійський океан           |                                                                           |
| 60°0′ пд. ш. 46°0′ сх. д. / 60.000° пд. ш. 46.000° сх. д.  | Південний океан            |                                                                           |
| 67°39′ пд. ш. 46°0′ сх. д. / 67.650° пд. ш. 46.000° сх. д. | Антарктида                 | Проходить через Австралійську антарктичну територію (претендує Австралія) |